# مایک بولمان
مایک بولمان (آلمانی: Maik Bullmann؛ زادهٔ ۲۵ آوریل ۱۹۶۷) کشتی‌گیر بازنشسته و مربی اهل آلمان است که در دستهٔ ۹۰ کیلوگرم کشتی فرنگی فعالیت می‌کرد. بولمان برندهٔ مدال طلای المپیک ۱۹۹۲ بارسلون و مدال برنز المپیک ۱۹۹۶ آتلانتا است. او همچنین سه مدال طلا (۱۹۸۹، ۱۹۹۰، ۱۹۹۱)، یک نقره (۱۹۹۳) و یک برنز (۱۹۹۴) را از مسابقات قهرمانی کشتی جهان و نیز دو مدال طلا (۱۹۹۲، ۱۹۹۳) و سه نقره (۱۹۸۹، ۱۹۹۰، ۱۹۹۵) را از مسابقات قهرمانی کشتی اروپا کسب کرده است.
او در سال ۱۹۹۲ جایزه بامبی را در بخش ورزشی آلمان و در ۱۹۹۳ نیز جایزه برگ بوی نقره‌ای بهترین ورزشکار سال آلمان را دریافت کرد. بولمان در سال ۲۰۰۶ به تالار مشاهیر بین‌المللی کشتی راه یافت. او پس از بازنشستگی به مربیگری پرداخت و مدتی مربی تیم ملی کشتی فرنگی آلمان بود.